# Kristina Digman
Kristina Digman (ur. 1959 w Göteborgu) – szwedzka ilustratorka i autorka książek dla dzieci.
W Polsce książki z jej ilustracjami publikuje Wydawnictwo Zakamarki.
Ukazały się:
| L.p. | Tytuł polski                         | Tytuł oryginalny                | Autor                  | Tłumaczenie        | Rok pierwszego wydania w Szwecji | Rok pierwszego wydania w Polsce |
| ---- | ------------------------------------ | ------------------------------- | ---------------------- | ------------------ | -------------------------------- | ------------------------------- |
| 1    | Piaskowy Wilk                        | Sandvargen                      | Åsa Lind               | Agnieszka Stróżyk  | 2002                             | 2007                            |
| 2    | Piaskowy Wilk i ćwiczenia z myślenia | Mera Sandvargen                 | Åsa Lind               | Agnieszka Stróżyk  | 2003                             | 2008                            |
| 3    | Piaskowy Wilk i prawdziwe wymysły    | Sandvargen och hela härligheten | Åsa Lind               | Agnieszka Stróżyk  | 2004                             | 2009                            |
| 4    | Raz, dwa, trzy, Piaskowy Wilk        | Stora Boken om Sandvargen       | Åsa Lind               | Agnieszka Stróżyk  | 2006                             | 2012                            |
| 5    | O zimie                              | Lilla vinterboken               | Görel Kristina Näslund | Katarzyna Ottosson | 2005                             | 2008                            |
| 6    | O duchu, który się bał               | Rädda spöket                    | Sanna Töringe          | Katarzyna Skalska  | 2009                             | 2010                            |